# Bords
Bords is een gemeente in het Franse departement Charente-Maritime im de regio Nouvelle-Aquitaine). De plaats maakt deel uit van het arrondissement Saint-Jean-d'Angély. Bords telde op 1 januari 2022 1.313 inwoners. In de gemeente ligt spoorwegstation Bords.

## Geografie
De oppervlakte van Bords bedroeg op 1 januari 2022 15,47 vierkante kilometer; de bevolkingsdichtheid was toen 84,9 inwoners per km².
De onderstaande kaart toont de ligging van Vœuil-et-Giget met de belangrijkste infrastructuur en aangrenzende gemeenten.

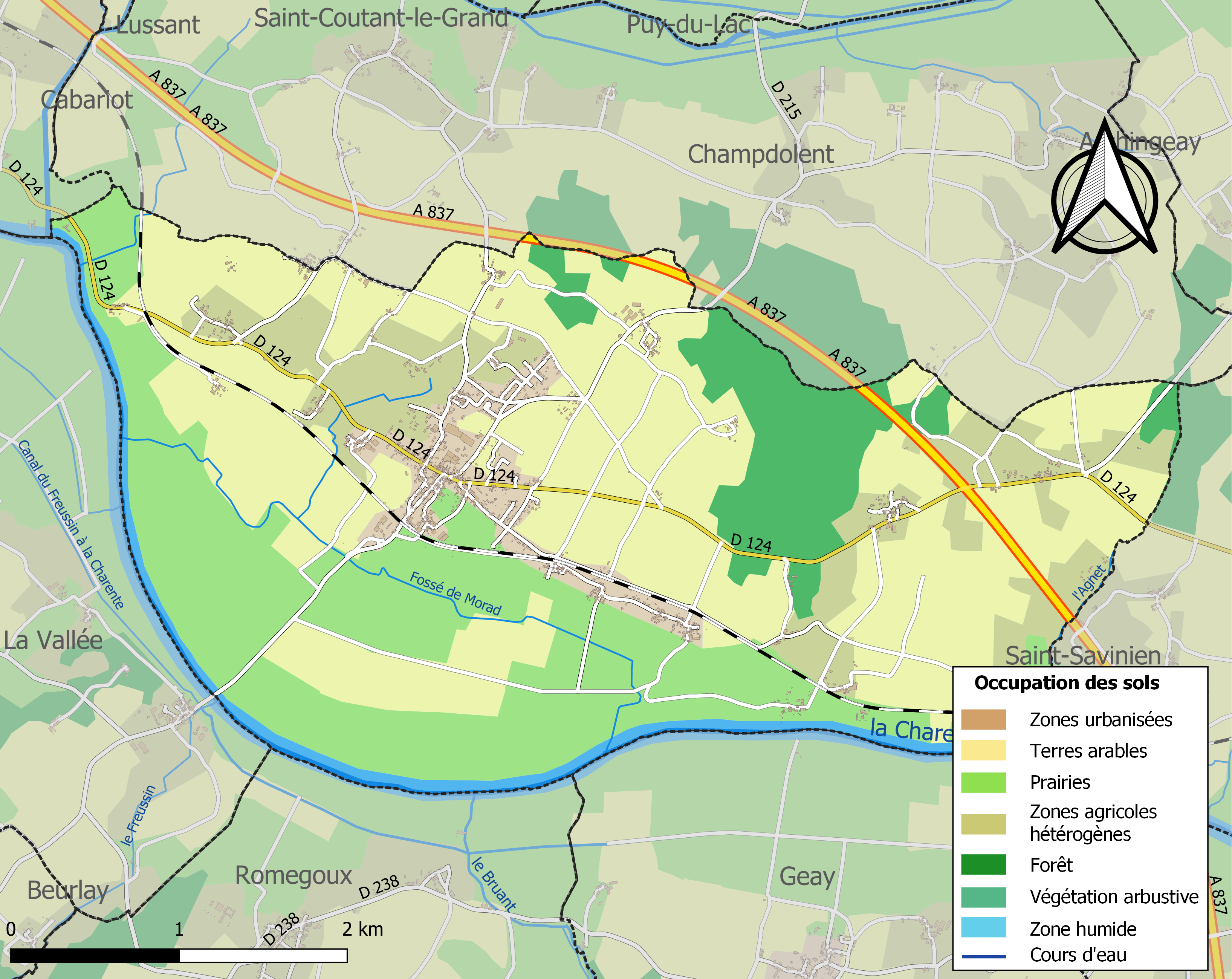

## Demografie
Onderstaande figuur toont het verloop van het inwonertal (bron: INSEE-tellingen).

## Externe links

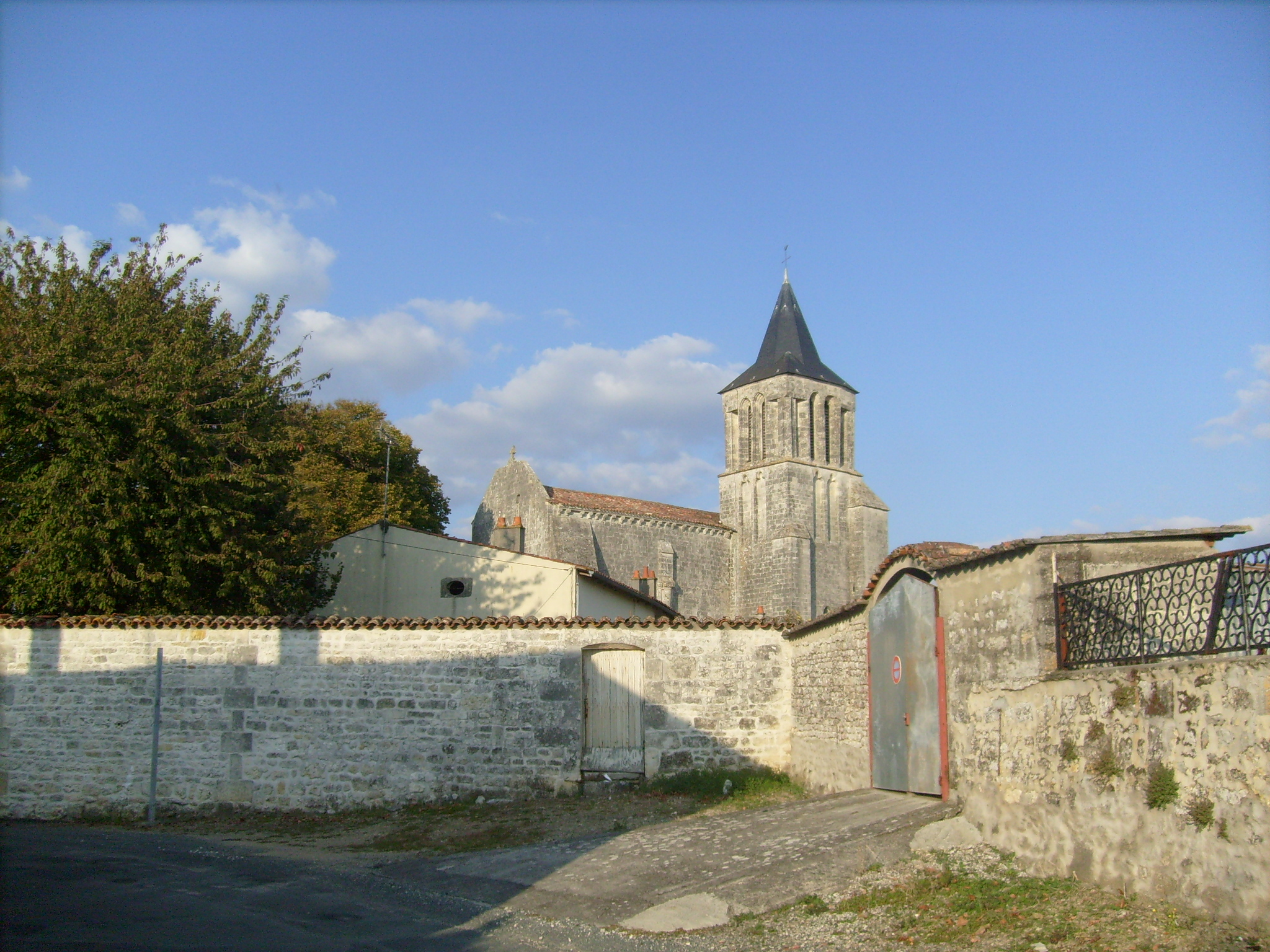
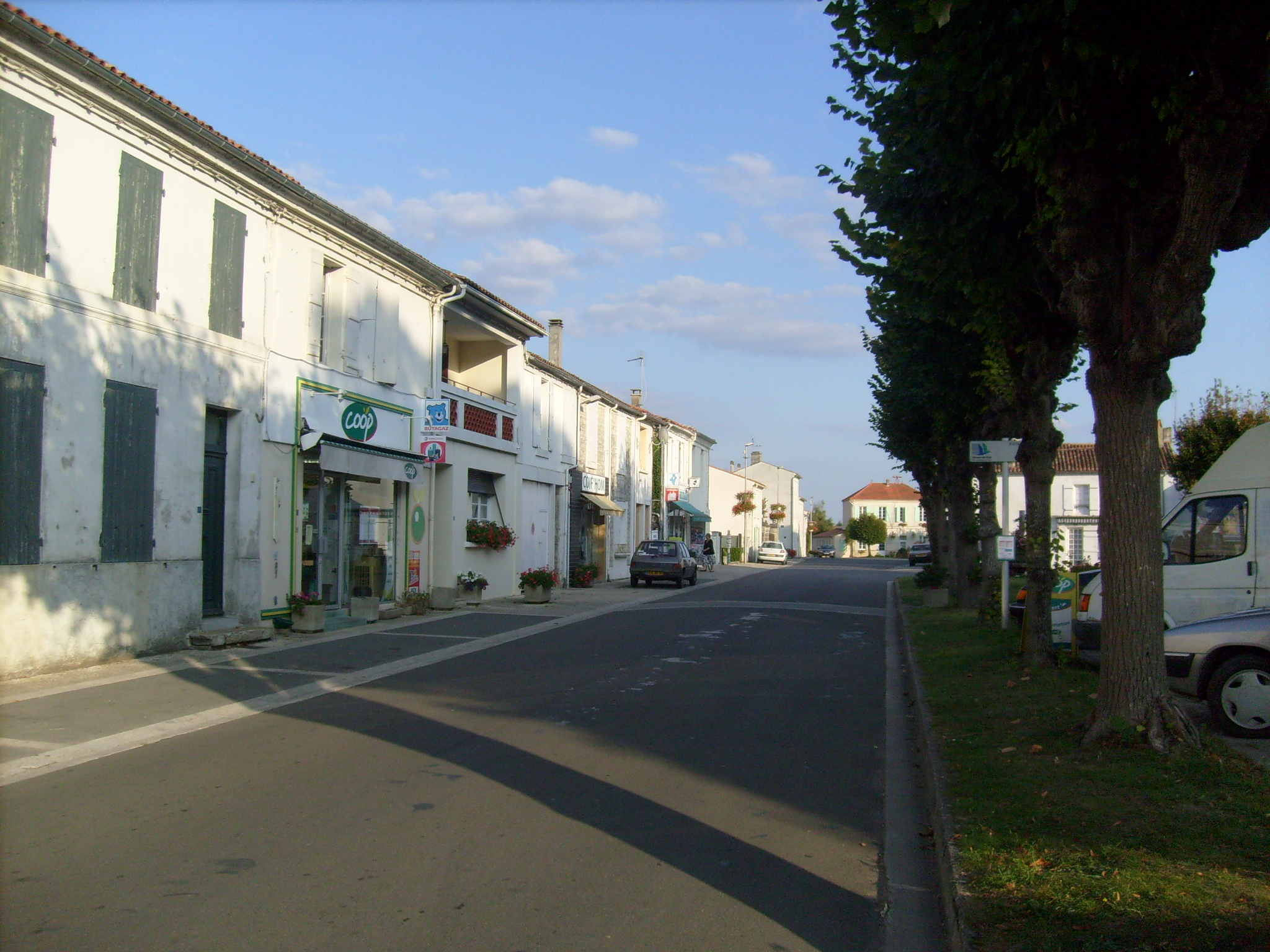
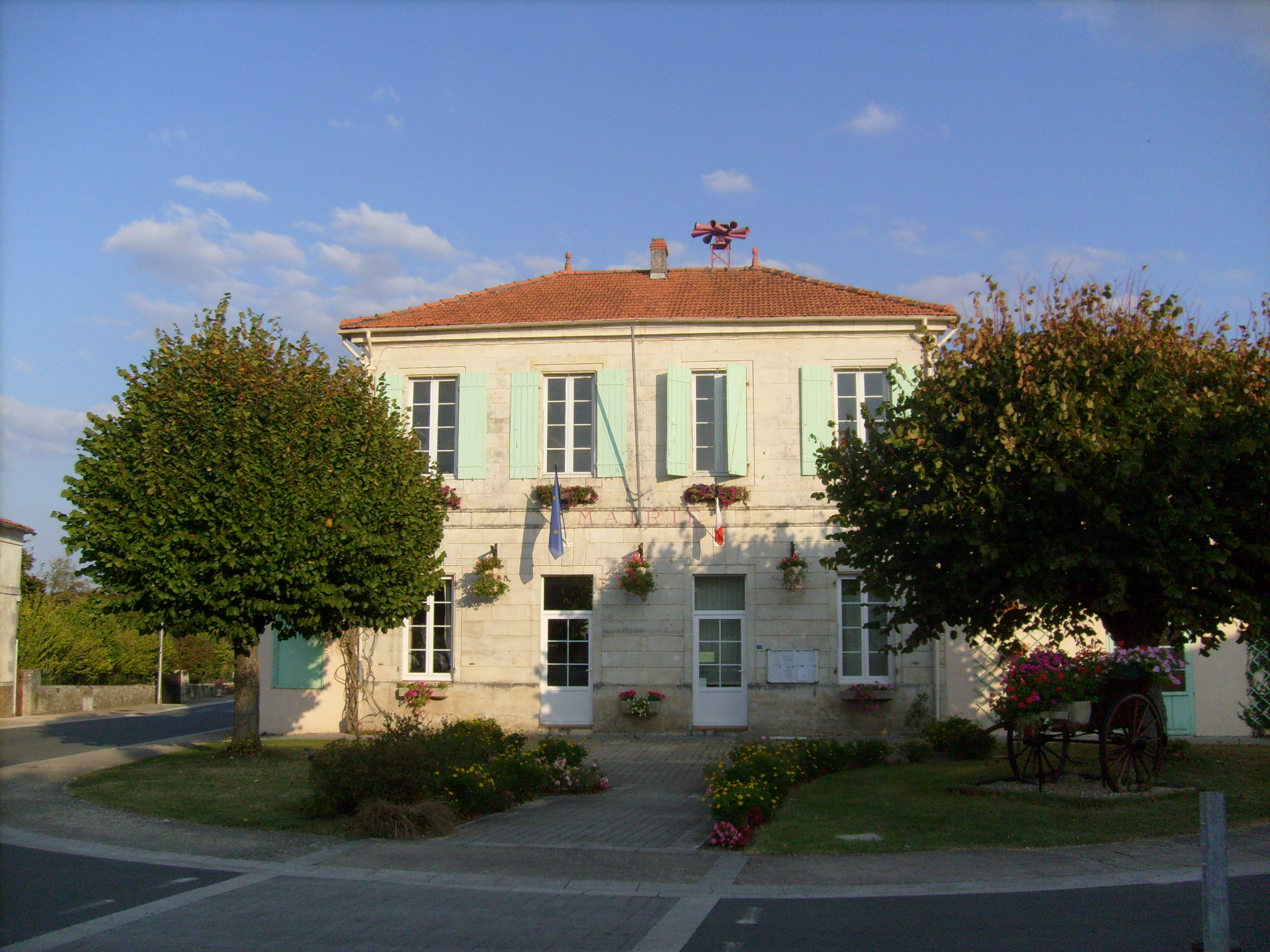